# 闕士琦
闕士琦（1598年1月21日—17世紀），字褐公，湖廣常德府桃源縣人，明朝、南明政治人物。

## 生平
闕士琦曾祖闕臣，祖父闕東曉，父親闕來賓，為諸生時已經有文名，天啟四年（1624年）中舉人第四名，崇禎七年（1634年）成進士，都察院觀政，陳情養母而不任官，到十年（1637年）獲授南安知縣，在當地愛民禮士，以長厚為治，其時鄉間奸民藉著賦稅太重，聚眾請求他禁革，實際上為了製做亂局，他卻毅然斥罵對方，眾人一擁而出上徑奪以去，上級知道後，明白他長厚，然而也無法懲罰奸人，不久因為母親逝世回鄉。
服闕後他打算赴京，到達揚州就遇上惡兵強行拿取其船，他嘆息：「時事如此，尚復何為？」於是回家，南明永曆帝年間徵任為翰林院檢討、編修，著有《桃源索隱》、《捕鯉亭三草》、《道學參同》、《金剛經註疏》、《鐵鹿草》等作品，但多數已散失。
弟弟闕士琳，副貢，曾任石門知縣、監軍僉事；從子闕聞，隆武二年舉人，在岳山出家為僧，不接受清朝徵召，八十四歲去世。

## 引用
1. 1 2  道光《桃源縣志·卷十二·人物考》：闕士琦，字褐公，為諸生時文名噪甚，崇禎甲戌成進士，陳情養母，以部檄屢促授南安縣，丁內艱服闋赴京，方抵維揚遇悍兵強易其舟，嘆曰：「時事如此，尚復何為？」遂歸。明末題授翰林編修，卒不出，著有《桃源索隱》、《捕鯉亭三草》、《道學參同》、《金剛經註疏》、《鐵鹿草》等書，惜稿多散失。 舊志
2. ↑  道光《桃源縣志·卷十一·人物考》：天啟四年甲子劉近臣（舉人）榜 闕士琦 見進士
3. ↑  《崇禎七年甲戌科進士三代履歷》：闕士琦，曾祖臣，祖東曉，父來賓。褐公，詩二房，丁酉年十二月十六日生，常德府桃源縣人，甲子鄉試四名，會四十名，三甲一百六十五名，都察院觀政，丁丑授南安知縣。
4. ↑  康熙《南安縣志·卷十·官師志之九》：闕士琦，號褐公，湖廣桃源人，崇禎七年進士，十年令南邑，愛民禮士，一以長厚為治；時鄉間奸宄藉輸租斗斛太重，聚黨請士琦禁革實生亂階，士琦毅然斥之，眾一擁而出，徑奪以去，當事者聞之，知士琦長厚，然於奸宄亦不能有所創懲也，亡何以艱歸，民咸思之。
5. ↑  錢海岳《南明史·卷五十八·列傳第三十四》：昭宗之世，先後翰詹中書多知名士，可考者為王華玉、張鳳翼、闕士琦、劉明遇、陳謨、滕之倫、趙彤對、陳鴻、吳熙、駱鳴雷、鄒統魯、黃遂、鄒國棟、黃元祥、尹體震、殷弼、曹襄、賀與裕、勞伭、李延昰、駱養志、鄒名標、朱志韓、蔣輔聖、王咸臨、姚子英、彭篤壽、洪恩榮、支奕昌、歐陽遂、劉自焜、高應雷、冉學匯、劉坊、容士慤云。……士琦，字褐公，嘗德桃源人。崇禎七年進士。自南安知縣，遷簡討、編修。從子聞，字令聞，隆武二年舉於鄉。有才畧，上策當事。為僧岳山。清徵不出，卒年八十四。弟士琳，字虹叔，副貢。石門知縣。累陞監軍僉事。隱。